# Jens Meifert
Jens Meifert (* 6. November 1969) ist ein deutscher Journalist.

## Leben
Jens Meifert studierte von 1992 bis 1997 Sozialwissenschaften mit Schwerpunkt Politik sowie Geschichte und Geografie an der Gerhard-Mercator-Universität Duisburg. Seine Diplomarbeit schrieb er zum Thema Bilderwelten. Symbolik und symbolische Politik im Prozeß der politischen Kommunikation (publiziert 1998). Ausgezeichnet wurde sie mit dem Dr.-Peter-Cinka-Preis des Faches Politische Wissenschaft der Universität Duisburg.
Von 1998 bis 2000 Volontariat bei der Kölnischen Rundschau, wo er im Anschluss als Redakteur im Nachrichtenressort begann, um von 2004 bis 2010 Chefreporter zu werden. Seit 2011 ist Meifert dort Leitender Redakteur der Stadtredaktion Köln, ab 2021 Leiter der Stadtredaktion Köln, seit 2025 zusätzlich Vize-Chefredakteur.

## Auszeichnungen
Für den gemeinsam mit Suska Döpp verfassten Artikel Preisnachlass bis zu 23 Prozent, der sich mit den Auswirkungen des geänderten Rabattgesetzes auf das Einkaufsverhalten befasst, bekamen beide 2001 den Theodor-Wolff-Preis in der Kategorie Lokales.
Für den am 24. Mai 2003 in der Kölnischen Rundschau veröffentlichten Artikel Abgerechnet wird auf dem Platz, in dem Meifert berichtet, warum ein Fußballspiel in der Kölner Kreisliga in Gewalt gipfelte, wurde Meifert mit dem Kölner Medienpreis 2004 ausgezeichnet.
Den Ralf-Dahrendorf-Preis für Lokaljournalismus erhielt Jens Meifert 2011 für seinen Artikel Der Bus, die Haltestelle und die Bürger, publiziert in der Kölnischen Rundschau.
Für die Berichterstattung zu den sexuellen Übergriffen in der Silvesternacht 2015/2016 in Köln durfte Jens Meifert den Wächterpreis 2017, der zu gleichen Teilen den Lokalredaktionsteams von Kölner Stadt-Anzeiger, Kölnischer Rundschau und Kölner Express verliehen wurde, entgegennehmen.